# Francisco Branciforte
Francisco Branciforte (Militello di Val di Catania, 17 de marzo de 1575 – Mesina, 23 de febrero de 1622) fue un noble italiano al servicio de la casa de Austria.

## Biografía
Nacido del matrimonio formado por Fabricio Branciforte, príncipe de Butera y Pietraperzia y de Catalina Barrese, marquesa de Militello, nació en este último lugar. Fue el primero de tres hermanos, le seguirían Juan, futuro conde de Mazarino, y Catalina, que casaría con su primo Nicolas Plácido Branciforte, príncipe de Leonforte.
Hacia 1583, su abuela paterna Dorotea Barresi (1533-1591), que había casado en terceras nupcias con Juan de Zúñiga y Requesens decidió llamar a su nieto mayor a la corte para que se educase en la misma como muchos de los herederos de las grandes familias nobles. De esta forma el joven Francisco pasará doce años como paje del príncipe de Asturias, Felipe, futuro Felipe III. Alrededor de 1595 y tras una aventura galante en la corte española en la que supuestamente deja embarazada a una dama de la corte, decidé huir a Militello, en Sicilia. Es en este momento en el que comienza a aficionarse al estudio del latín, el griego y las matemáticas e incluso llega a publicar distintas obras literarias. También encarga una compilación de derecho local al jurisconsulto Vicenzo Milana. En 1600 comienzan las diferencias con su padre por la gestión de los feudos familiares, que se encontraban fuertemente endeudados. Es en este contexto cuando solicita a Felipe III permiso para casarse. Este le asigna la mano de su prima hermana, Juana de Austria, hija natural de don Juan de Austria que casualmente en aquellos momentos deseaba contraer matrimonio y dejar de depender de los virreyes de Nápoles a cuyo cuidado estaba encomendada. El 14 de junio de 1603 llega la novia a Palermo y en la tarde del 20 de junio se producen los esponsales en el palacio real. El joven matrimonio pasa a vivir en Militello. Tendrán tres hijas, Margarita, Flavia y Catalina, de las cuales sólo la primera llegará a la edad adulta, casándose con Federico Colonna.
En Militello llegó a formarse una corte con bastantes artistas y hombres de letras. Así mismo Francisco crea una biblioteca pública y una imprenta. Se interesa también por el embellecimiento de la población y sus obras públicas.
En 1622 se traslada a Mesina para recibir al nuevo virrey de Sicilia, Manuel Filiberto de Saboya. Una vez allí enferma gravemente y muere el 22 de febrero de 1602.
Francesco Branciforte muere finalmente en Mesina, recibiendo sepultura en el monasterio de San Benito de Militello.

## Títulos y órdenes

### Títulos
- Príncipe de Pietraperzia.[2][3]
- Marqués de Militello.[2][3]
- Grande de España.[5][3]

### Órdenes
- Caballero de la Orden del Toisón de Oro.[3]